# Specjalistyczny Szpital Zachodni im. Jana Pawła II w Grodzisku Mazowieckim
Szpital Zachodni – szpital w Grodzisku Mazowieckim. 
Wmurowanie kamienia węgielnego pod budowę szpitala nastąpiło 30 maja 1989. W 1992 przerwano budowę, wznawiając ją po 4 latach w 1996. Pierwsze obiekty szpitalne oddano do użytku w 2002, a pierwszych pacjentów przyjęto w kwietniu 2003. W 2004 nadano mu imię  Jana Pawła II.
Obecna pełna nazwa szpitala: Samodzielny Publiczny Specjalistyczny Szpital Zachodni im. św. Jana Pawła II w Grodzisku Mazowieckim.

## Oddziały
- Oddział Wewnętrzny
- Oddział Ortopedii i Traumatologii
- Oddział Anestezjologii i Intensywnej Terapii
- Oddział Neurologiczny i Pododdział Udarowy
- Oddział Pediatryczny
- Oddział Chirurgiczny
- Oddział Kardiologiczny
- Oddział Urologiczny
- Szpitalny Oddział Ratunkowy
- Stacja Dializ
- Oddział Chirurgii Onkologicznej
- Oddział Kardiologii Inwazyjnej
- Oddział Neurochirurgiczny

## Jednostki
- Blok Operacyjny
- Poradnie Specjalistyczne
- Zakład Diagnostyki Laboratoryjnej
- Zakład Mikrobiologii
- Zakład Diagnostyki Obrazowej
- Pracownia Endoskopowa
- Ośrodek Rehabilitacji Dziennej
- Pracownik socjalny
- Centralna Sterylizatornia
- Podstawowa Opieka Zdrowotna